# 天津八
天津八（ζ Cyg/天鵝座ζ）是北天星座天鹅座的双星系统。视星等3.26，基于视差测量，大约距离143光年。
主星天鵝座ζA是一个恒星分类G8IIIp的巨星。它很可能是一颗红群聚的巨星，一个已经开始核心氦聚变的恒星。它大约有三倍太阳质量，膨胀到大约14倍太阳半径。辐射出105倍太阳光度，表面温度4,910K，散发出黄色调的光芒。
伴星天鵝座ζB是一个DA4.2的白矮星。它们以6,489天（17.8年）互绕，偏心率0.22。这个白矮星不能被直接看到，但是估计它的视星等为13.2。
天津八在大气层里有过量的钡和其他重元素，是一个钡星。这些元素是被系统里的另外一颗恒星制造出来的，当它经历渐近巨星分支时，经由恒星风抛出然后被现在的主星吸积了。在得到这额外的质量之前，天津八大约有2.5太阳质量，B则最初有3太阳质量。